# Walter Nelson
Walter „Papoose“ Nelson  (* 26. Juli 1932 in New Orleans, Louisiana, als Walter Charles Nelson Jr.; † 28. Februar 1962 in New York City, New York) war ein US-amerikanischer Rhythm-and-Blues-Gitarrist und Arrangeur, der ab 1949 etwa ein Jahr lang bei Professor Longhair spielte und danach bis zu seinem Tod der Begleitband von Fats Domino angehörte. Der ambivalent bewertete Nelson war ein enger Freund und Lehrer des als Dr. John bekannt gewordenen Musikers Mac Rebennack.

## Biografie

### Familie

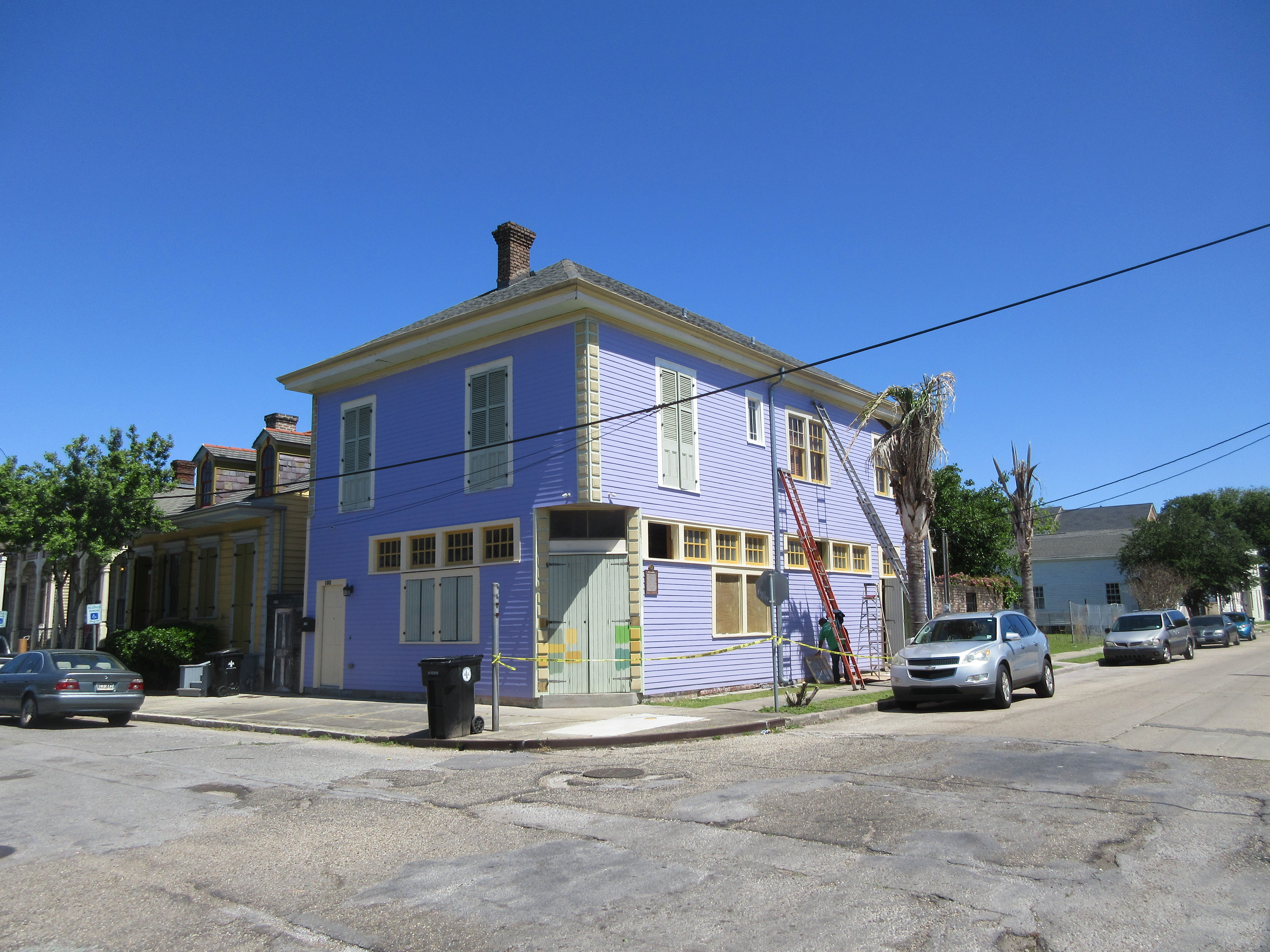
Gebäude der ehemaligen Bar Picou in Tremé (2018)

„Papoose“ Nelson wurde 1932 in New Orleans geboren. Sein Vater war der regional als „Black Walter“ oder „Guitar Black“ bekannt gewordene Gelegenheitsmusiker Walter Nelson Sr. (1904–1984), der als Gitarrist unter anderem mit dem R&B-Sänger Smiley Lewis spielte; seine Mutter war Edna, geb. Clevin. „Papoose“ Nelson hatte sieben Geschwister. Sein vier Jahre jüngerer Bruder war Lawrence Nelson (1936–1963), der zu Beginn der 1960er-Jahre unter dem Namen Prince La La als R&B-Sänger mit dem selbst geschriebenen Lied She Put The Hurt On Me einen landesweiten Hit hatte. Zum familiären Umfeld gehörte unter anderem auch der R&B-Sänger Jessie Hill, der mit einer Schwester von „Papoose“ Nelson verheiratet war. Den Spitznamen „Papoose“ erhielt Walter Nelson Jr. bereits als Kleinkind. Er steht im amerikanischen Englisch für Indianerbaby.
Nelson wuchs mit der Familie im 9th Ward, dem neunten Bezirk seiner Heimatstadt, auf, der seinerzeit als sozialer Brennpunkt galt. Enge Beziehungen gab es speziell zum Stadtteil Tremé im Umfeld des French Quarter. Entweder seine Mutter oder sein Vater organisierte den Ausschank in der Bar Picou, die dem Klarinettisten Alphonse Picou gehörte und die ein Anziehungspunkt für viele afroamerikanische und kreolische R&B-Musiker war.
Nach Einschätzung des Musikers Mac Rebennack, der die Nelson-Familie seit den frühen 1950er-Jahren kannte, hatte „Papoose“ eine „erbärmliche Jugend“ (miserable youth). Er und sein Bruder Lawrence hätten ein „sehr, sehr hartes Leben“ in einem gewalttätigen Umfeld geführt. „Papoose“ sei der Sündenbock der Familie gewesen und sei als Kind „ständig von allen niedergemacht“ worden.
In den 1950er-Jahren kam es zu einer Entfremdung zwischen Nelson und seiner Familie; eine Quelle meint, die Familie habe ihn verstoßen. Einige Wegbegleiter führten das auf seinen zunehmenden Betäubungsmittelkonsum zurück. Zum Ende des Jahrzehnts heiratete er die aus New Orleans stammende Earline Hall (1937–2018), mit der er vier Kinder hatte. Die Ehe bestand bis zu Nelsons Tod.

### Betäubungsmittelabhängigkeit
Nelson war seit den späten 1940er-Jahren betäubungsmittelabhängig. Während der Arbeit für Professor Longhair von 1949 bis 1950 verstärkte sich die Sucht. Professor Longhair spielte in dieser Zeit oft in „zwielichtigen Etablissements“. In diesem Umfeld kam Nelson in Kontakt mit Heroin und entwickelte schnell eine Abhängigkeit, die bis zu seinem Lebensende bestand. Mac Rebennack zufolge war Dope neben der Musik Nelsons „einziger Kumpel“: Er habe regelmäßig morgens Heroin gespitzt, „Weed (Marihuana) geraucht, vier Bennies (Benzedrin, ein Amphetamin) und fünf Reds (Secobarbital, ein Barbiturat) zu sich genommen und einige Bier getrunken. Das brauchte er einfach, um wach zu werden.“
In den 1950er-Jahren war Nelson vielfach wegen Betäubungsmittelbesitzes inhaftiert. Fats Domino zahlte, „wann immer er konnte“, für ihn die Kaution oder die Geldstrafe.

### Tod

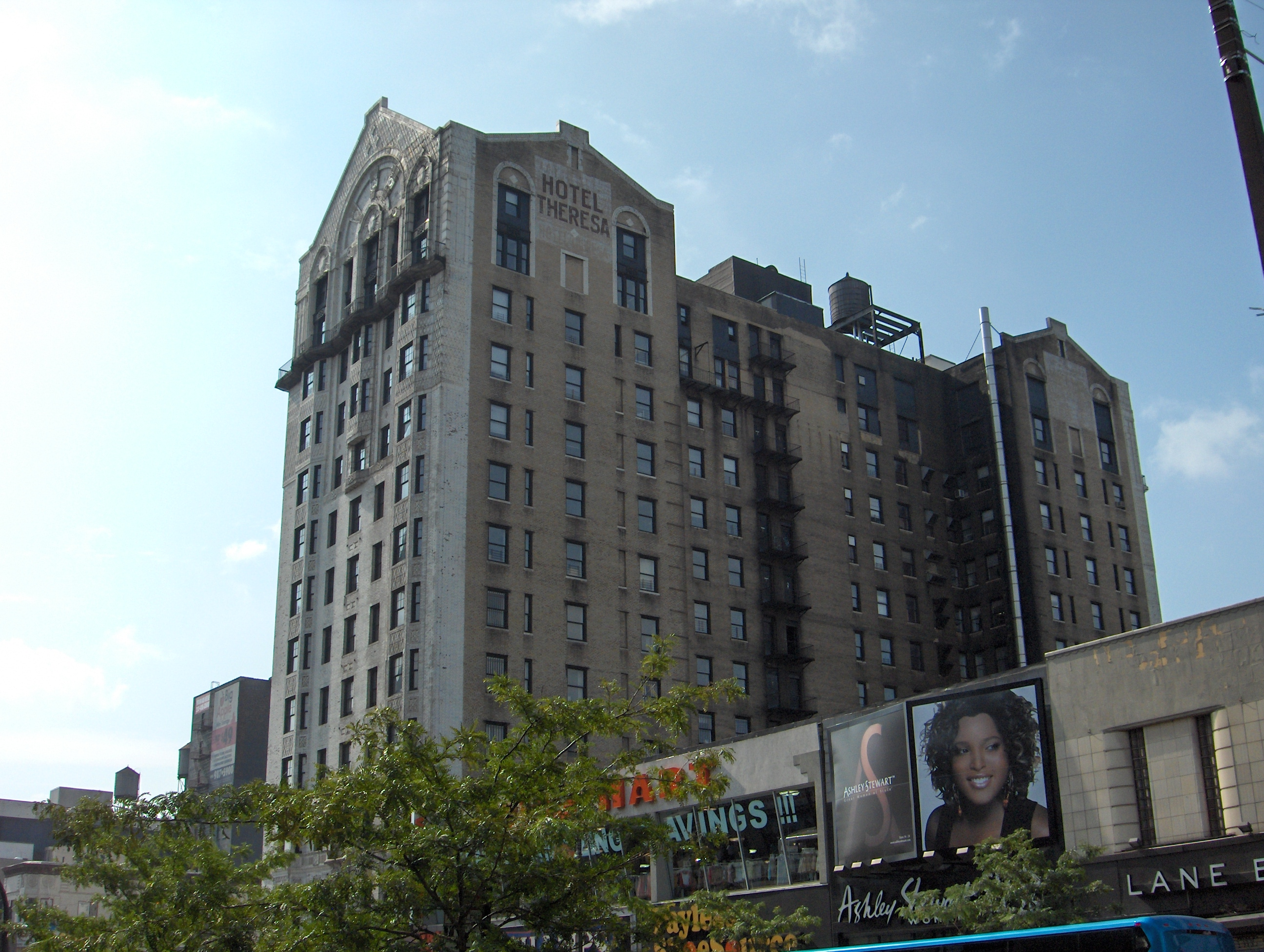
Sterbeort. Theresa Hotel in Harlem, New York

Nelson starb am Aschermittwoch des Jahres 1962 im Alter von 29 Jahren im Hotel Theresa in Harlem, in dem er mit der Band von Fats Domino während einer Tournee abgestiegen war. Die Todesursache war eine Überdosis Heroin.
Am 10. März 1962 fand die Trauerfeier im Stadtteil Tremé und im French Quarter statt. Der Trauerzug wurde von Harold Dejans Olympia Brass Band angeführt. Eine Quelle behauptet, andere Bands hätten wegen des schlechten Rufs des Viertels Tremé und aus Angst vor Gewaltausbrüchen eine Teilnahme verweigert.
Eineinhalb Jahre nach „Papoose“ starb auch sein jüngerer Bruder Lawrence „Prince La La“ an einer Überdosis Heroin. In seinem Fall werden die Todesumstände aber – anders als bei „Papoose“, dessen Betäubungsmittelabhängigkeit weithin bekannt war – als mysteriös angesehen.

## Musikalisches Wirken
„Papoose“ Nelson lernte von seinem Vater, Gitarre zu spielen. Im Gegensatz zu einer Reihe anderer Studiomusiker seiner Zeit konnte er Noten lesen.

### Professor Longhair
Seit 1949 war Nelson Mitglied in der Band des R&B-Musikers Professor Longhair, der in der frühen Nachkriegszeit bereits eine Größe im French Quarter von New Orleans war. Professor Longhair spielte bevorzugt im Caldonia Inn, das in der gleichen Straße wie die Picou Bar lag. Er kannte „Papooses“ Vater Walter Nelson Sr. seit den frühen 1940er Jahren und behauptete in einem Interview 1978, Nelson Sr. habe ihm „einige Takte beigebracht“ und ihn musikalisch „inspiriert“. Aus Dankbarkeit habe er daraufhin dessen damals 17-jährigen „Papoose“ in seine Band aufgenommen.
In Professor Longhairs Band spielte Nelson neben dem Saxofonisten Robert Parker und dem Schlagzeuger Al Miller. Bereits auf Professor Longhairs ersten Schallplattenaufnahmen übernahm er die Leadgitarre. Dazu gehören alle vier Aufnahmen für das texanische Star-Talent-Label vom November 1949 (als „Professor Longhair and his Shuffling Hungarians“) sowie neun Stücke, die im November oder Dezember 1949 mit erweiterter Band für Atlantic Records (als „Professor Longhair And His New Orleans Boys“) eingespielt wurden. Daneben bestritt die Band außerdem zahlreiche Live-Auftritte in New Orleans und im Umland.

### Fats Domino

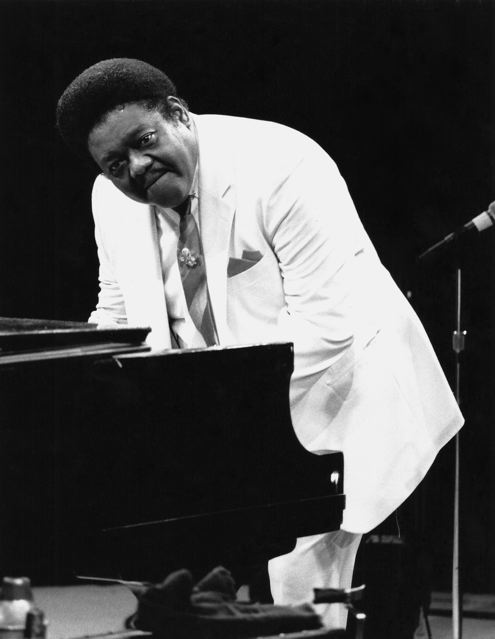
Fats Domino

Nach einem Jahr bei Professor Longhair wurde Nelson Ende 1950 Mitglied der Band von Fats Domino, die von Dave Bartholomew geleitet wurde und zu dieser Zeit aus Buddy Hagans, Billy Diamond, Cornelius Coleman und Wendell Duconge bestand. Professor Longhair behauptete später, er habe Nelson bei Fats Domino untergebracht, weil er zu dieser Zeit keine Engagements gehabt habe und ihn nicht habe bezahlen können. Nelson blieb mehr als ein Jahrzehnt bei Domino, kehrte aber mehrfach für einzelne Einsätze zu Professor Longhair zurück, unter anderem für vier Studioaufnahmen für Federal Records im Dezember 1951.
Im Januar 1951 entstanden mit Tired of Crying und What’s The Matter Baby die ersten Schallplattenaufnahmen für Fats Domino, an denen Nelson beteiligt war. Bis Juni 1959 spielte er für Imperial Records auf etwa 70 weiteren Aufnahmen die Leadgitarre, unter ihnen Welthits wie Blueberry Hill, I’m Walkin’, Ain’t That A Shame, All by Myself und Blue Monday. Bei einigen anderen Domino-Klassikern fehlte Nelson allerdings, weil wiederholte Gefängnisaufenthalte eine kontinuierliche Arbeit verhinderten. Zu einzelnen Aufnahmen wie I’m Walkin’ leistete Nelson auch Beiträge zum Arrangement.
Neben seinen Arbeiten für Fats Domino spielte Nelson zeitweise auch für die eigenen Produktionen von Dave Bartholomew; außerdem war er bei frühen Aufnahmen von Clarence „Frogman“ Henry zu hören.
Nach Nelsons Tod übernahm Roy Montrell die Leadgitarre bei Fats Domino. Montrell war ebenfalls betäubungsmittelabhängig und starb 1979 bei einer Konzertreise in den Niederlanden an einer Überdosis Heroin.

### Papoose Nelson als Sänger
Im Herbst 1961 entstand Nelsons einzige Gesangaufnahme. Er sang für Federal Records das Lied Why Did We Have To Part, das als B-Seite zum Chicken Twist veröffentlicht wurde, den Fats Dominos Saxophonist Herb Hardesty komponiert und mit einigen Mitgliedern der Domino-Band eingespielt hatte. Die Single wurde nach Nelsons Tod im Mai 1962 auf den Markt gebracht. Why Did We Have To Part war Nelsons letzte Schallplattenaufnahme.

## Würdigung
Papoose Nelsons Fähigkeiten als Gitarrist werden unterschiedlich bewertet.
Fats Domino hielt Nelson neben Roy Montrell für seinen besten Gitarristen. Dave Bartholomew, Dominos Bandleader, bezeichnete Papoose rückblickend als „großartigen Musiker“. Nach Ansicht des Schlagzeugers Lionel Batiste übertraf „Papoose“ Nelson sowohl seinen Vater als auch seinen Bruder „La La“. Billy Diamond, Dominos Bassist und Tourmanager, meinte, Nelsons treibender Stil habe das Rückgrat der Band gebildet. Mac Rebennack zufolge war „Papoose“ Nelson „weit über jedem anderen Gitarrenspieler“. Er habe das Gitarrespielen neu erfunden. Allerdings habe „Papoose“ seine beste Zeit in der Phase mit Professor Longhair gehabt, bevor seine Betäubungsmittelabhängigkeit alltagsbestimmend wurde.
Der Studiobesitzer Cosimo Matassa lernte Nelson erst über Fats Domino kennen. Er hielt ihn für einen durchschnittlichen Musiker. Nelson habe nur deshalb die Gitarrenparts auf den Fats-Domino-Schallplatten gespielt, „weil er eben zu Dominos Band gehörte“. Er habe nichts zum Gesamtwerk beigetragen, was nicht auch ein anderer Musiker hätte beitragen können. Alvin „Red“ Tyler, Fats Dominos Saxofonist, hatte ebenfalls keine hohe Meinung von Nelson und zog ihm andere Gitarristen wie Edgar Blanchard oder Ernest McLean vor.

## Papoose Nelson und Mac Rebennack
„Papoose“ Nelson beeinflusste unter anderem den weißen Musiker Mac Rebennack. Er war Rebennacks erster Gitarrenlehrer und laut Rebennack auch sein bester. Nelson verschaffte Rebennack, der seinerzeit noch Teenager war, die ersten Aufträge als Studiomusiker. Rückblickend wird Papoose Nelson oft als Rebennacks Tutor beschrieben.